# Ядерна енергетика Іспанії

Внесок ядерної енергетики в енергетичний портфель Іспанії збільшувався приблизно до 1988 року і з того часу залишався майже постійним. Після цього його частка на ринку зменшилася через зростання попиту.

В Іспанії є п'ять діючих атомних електростанцій із сімома реакторами, які станом на 2013 рік виробляють 21% електроенергії в країні.
У 1983 році соціалістичний уряд запровадив мораторій на ядерну енергетику. Деякий час країна проводила політику поступової відмови від атомної енергетики на користь відновлюваних джерел.  Він закінчився в 1997 році, але жодна державна чи приватна компанія не була зацікавлена у будівництві нових атомних станцій. Найстаріший блок (на АЕС Хосе Кабрера) був зупинений наприкінці 2006 року, через 40 років після його будівництва. У грудні 2012 року станція Гаронья також була закрита. 
У 2011 році уряд скасував 40-річний ліміт для всіх реакторів, дозволивши власникам подавати заявки на продовження ліцензії з кроком у 10 років.
Іспанія збирається закрити всі сім атомних електростанцій країни у період з 2025 по 2035 роки в рамках програми, що передбачає досягнення виробництва всієї електроенергії у країні виключно з відновлюваних джерел енергії до 2050 року.

## Історія
На початку 1947 року при Національній дослідницькій раді була створена комісія, яка займалася питаннями «технічної фізики, що становлять найбільший інтерес для країни». У середині того ж року військово-морський аташе посольства Сполучених Штатів в Іспанії приніс до лабораторії та майстерні науково-дослідного персоналу військово-морського флоту велику колекцію американських журналів, що спеціалізуються на ядерному поділі та його цивільному та військовому застосуванні.
З цією метою було створено Раду з атомних досліджень у формі навчання (Irani 1987). Її робота протягом триріччя (1948–1950) зосереджена на двох аспектах. З одного боку, починають готувати за кордоном перших іспанських фахівців з ядерних питань. З іншого боку, починається пошук урану, який слугуватиме сировиною для розвитку перших досліджень. Дослідження, проведені Радою керованою Декретом-законом від 22 жовтня 1951 року до Комітету з ядерної енергії, метою якого є надання нових знань у процесі виробництва енергії.
У 1963 році відбулися три важливі події: початок проекту Іслеро, прийняття Закону про ядерну енергію та будівництво першої іспанської атомної станції Зоріта в Гвадалахарі, пізніше відомої як Хосе Кабрера. У червні 1965 року будівництво розпочалося через три роки після того, як станція була синхронізована і вперше подала електроенергію в мережу. Через три роки в 1971 ьула відкрита Санта-Марія-де-Гаронья (Бургос) потужністю 460 МВт. У 1972 році до мережі була підключена іспано-французька станція Ванделлоса (Таррагона) потужністю 500 МВт.
Незабаром було розроблено план відкриття чотирьох атомних станцій у регіоні Басків, тобто Деба, Лемоніс, Іспастер і Тудела. План зіткнувся з сильною опозицією та протестами в усьому регіоні, і всі чотири розроблені атомні станції зрештою зосередилися лише на одній, розташованій у Лемоніcі. Однак після бурхливої кампанії ETA, спрямованої на його припинення, він нарешті також не почав працювати. Іспанський уряд офіційно оголосив мораторій у 1984 році.
Пожежа, що сталася в 1989 році у Ванделлосі, знищила частину її об'єктів. Оцінка техніко-економічної доцільності ремонту, проведена через рік після пожежі, привела до рішення вивести цю станцію. Зоріта, Вандельос і Гаронья, три так звані станції першого покоління, мають загальну потужність 1220 МВт. Після хороших результатів, отриманих у них, і зростаючої потреби в енергії було вирішено побудувати сім нових груп (чотири електростанції) значно більшої виробничої потужності, що призведе до додаткової ядерної потужності 6500 МВт.
На початку 1981 року перша група Альмарас (Касерес) почала виробляти електроенергію потужністю 930 МВт. У 1983 році введено в дію реактор Аско (Таррагона) потужністю 930 МВт, а також друга група такої ж потужності в Альмарасі.
У 1984 році король урочисто відкрив центральний реактор Кофрентес (Валенсія) потужністю 975 МВт, через рік після того, як мережа була підключена до другого реактора групи Аско потужністю 930 МВт. У грудні 1987 року починається центральний період випробувань Вандельос II, і, нарешті, в 1989 році вводиться в експлуатацію центральний Трільйо I (Гвадалахара) до 1066 МВт.
Як показано, АЕС в Іспанії розташовані в північній половині. Це пояснюється тим, що ця територія менше піддається впливу сейсмічної активності на півострові, а наявність великих річок Тахо та Ебро задовольняє їхні потреби у воді, яка використовується для охолодження.

### Поточна ситуація
Іспанія має загалом 10 ядерних установок на материку, серед яких шість станцій, які загалом становлять вісім ядерних блоків: Almaraz I та II, Ascó I та II, Cofrents, Trillo, Vandellós I та II.
Хосе Кабрера, більш відомий як Зоріта, припинив роботу 30 квітня 2006 року. Так само, як і Санта-Марія-де-Гаронья в 2012 році. З іншого боку, Ванделлос I демонтується.
Іспанія також володіє заводом з виробництва ядерного палива в Саламанці (Хузбадо) і сховищем радіоактивних відходів низького та середнього рівня в Кордові (Ель-Кабріль).
У 2018 році Тереза Рібера підписала угоду з Endesa, Iberdrola і Naturgy, яка перенесла виведення з експлуатації всіх іспанських АЕС з 2028 на 2035 рік.
14 лютого 2025 року Парламент Іспанії прийняв постанову, якою передбачено скасування планів відмови до 2035 року та продовження стабільної експлуатації ядерних електростанцій.

## Атомні електростанції

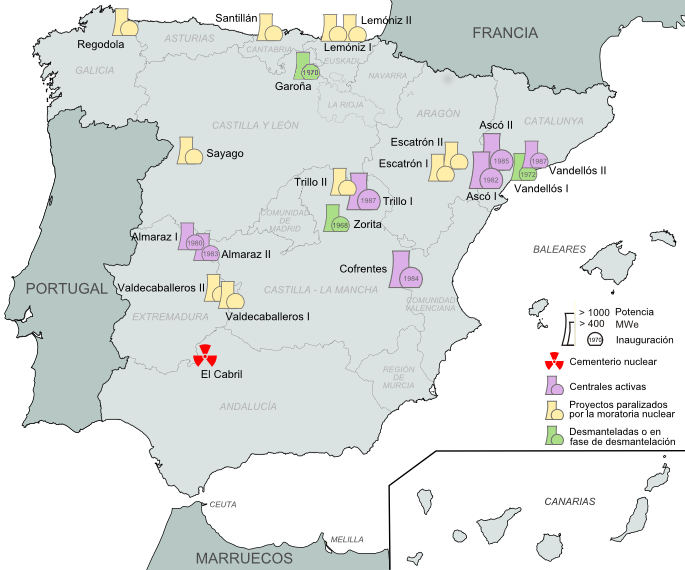
Ситуація з атомними електростанціями в Іспанії (іспанською)

У 1964 році Іспанія почала будівництво свого першого з трьох ядерних реакторів і завершила будівництво в 1968 році. Це стало першим комерційним ядерним реактором. У 1970-х роках Іспанія почала будівництво семи реакторів другого покоління, але завершила лише п'ять. У 1983 році соціалістичний уряд запровадив мораторій. Іспанія припинила будівництво нових атомних електростанцій у 1984 році.
Перше покоління атомних електростанцій в Іспанії були готовими до роботи, включаючи атомну електростанцію Хосе Кабрера та атомну електростанцію Ванделлос.
Друге покоління станцій було побудовано всередині країни такими компаніями, як Empresarios Agrupados, INITEC і ENSA (Equipos Nucleares SA). Таких було побудовано п’ять.
Третє покоління іспанських установок (не плутати з поколінням III) включає Трілло-1 і Ванделлос-2. Усі інші п’ять блоків цієї серії були зупинені в середині будівництва після мораторію на припинення подальшого будівництва, прийнятого в 1994 році. Потужність атомної енергетики з тих пір зросла завдяки підвищенню потужності.
Немає планів ні розширення, ні прискореного закриття АЕС. Витік радіоактивного матеріалу з АЕС Ascó I у листопаді 2007 року викликав протести. Уряд країни пообіцяв закрити свої вісім ядерних реакторів, як тільки вітрова та сонячна енергія стануть життєздатними альтернативами, як, наприклад, у сусідній країні Португалії.

### Перелік реакторів
| Назва                  | Блок №. | Реактор | Реактор     | Статус                               | Чиста потужність (MW) | Початок будівництва | Комерційне використання | Закриття       |
| Назва                  | Блок №. | Тип     | Модель      | Статус                               | Чиста потужність (MW) | Початок будівництва | Комерційне використання | Закриття       |
| ---------------------- | ------- | ------- | ----------- | ------------------------------------ | --------------------- | ------------------- | ----------------------- | -------------- |
| Альмарас               | 1       | PWR     | WH 3 loops  | Функціонує                           | 1011                  | 3 липня 1973        | 1 вересня 1983          |                |
| Альмарас               | 2       | PWR     | WH 3 loops  | Функціонує                           | 1006                  | 3 липня 1973        | 1 липня 1984            |                |
| Аско                   | 1       | PWR     | WH 3 loops  | Функціонує                           | 995                   | 16 травня 1974      | 10 грудня 1984          |                |
| Аско                   | 2       | PWR     | WH-3 loops  | Функціонує                           | 997                   | 7 березня 1975      | 31 березня 1986         |                |
| Кофрентес              | 1       | BWR     | BWR-6       | Функціонує                           | 1064                  | 9 вересня 1975      | 11 березня 1985         |                |
| Хосе Кабрера           | 1       | PWR     | WH 1 loop   | Відключений/виведення з експлуатації | 141                   | 24 червня 1964      | 13 серпня 1969          | 30 квітня 2006 |
| Лемоніс                | 1       | PWR     |             | Незавершений                         |                       | 1972                |                         | 1984           |
| Лемоніс                | 2       | PWR     |             | Незавершений                         |                       | 1972                |                         | 1984           |
| Санта-Марія-де-Гаронья | 1       | BWR     | BWR-3       | Відключений/виведення з експлуатації | 446                   | 11 травня 1971      | 15 лютого 1975          | 6 липня 2013   |
| Трільйо                | 1       | PWR     | KWU 3 loops | Функціонує                           | 1003                  | 17 серпня 1979      | 6 серпня 1988           |                |
| Вальдекабальєрос       | 1       | BWR     |             | Незавершений                         |                       | 1975                |                         | 1984           |
| Вальдекабальєрос       | 2       | BWR     |             | Незавершений                         |                       | 1975                |                         | 1984           |
| Вандельос              | 1       | GCR     |             | Відключений/виведення з експлуатації | 480                   | 1967                | 2 серпня 1972           | 31 липня 1990  |
| Вандельос              | 2       | PWR     | WH 3 loops  | Функціонує                           | 1045                  | 29 грудня 1980      | 8 березня 1988          |                |

## Паливний цикл
ENUSA – це іспанська компанія з різними холдингами у видобутку урану. Урановий рудник у Саеліс-ель-Чіко працював деякий час, але зараз виведений з експлуатації, і Іспанія імпортує все своє уранове паливо.
Державна компанія Empresa Nacional de Residuos Radiactivos SA була заснована в 1984 році і є відповідальною компанією за захоронення радіоактивних відходів і виведення з експлуатації. На атомній електростанції Трілло є тимчасове сухе сховище, а дослідження довгострокового геологічного сховища почнуться лише в 2010 році.

## Ядерні відходи
Іспанія зберігає ядерні відходи на майданчиках реакторів протягом десяти років без переробки. Плани щодо майбутнього зберігання включають тимчасове сховище в Трілло до створення довгострокового сховища. Фінансування поводження з ядерними відходами сплачується податком у розмірі 1% від усіх доходів від атомної енергетики.
Станом на 2017 рік Іспанія подовжила термін експлуатації АЕС Альмараз, і ядерне сховище буде побудовано згідно з іспанським держсекретарем у справах ЄС Хорхе Толедо Альбіньяна, заявивши, що роботи розпочнуться незалежно від скарг Португалії та уранових злитків, які будуть залишиться радіоактивним протягом наступних 300 років буде зберігатися на місці.

## Зовнішні посилання
- WNA profile: Nuclear Power in Spain
- Young nuclear groups seek rethink on Spanish nuclear closure